# АБА сезона 1970/71.
АБА сезона 1970/71. је била четврта сезона за Америчку кошаркашку асоцијацију. Сезона је трејала од 14. октобра до 4. априла, једанаест тимова укључених у овај први део сезоне одиграло је по 84 утакмице. У плеј-офу су се Јута старси суочили са Кентаки колонелсима у финалу, а тим Јуте је победио са 4 победе према 3 изгубљене. 1,2. Први пут од почетка АБА такмичења, браниоци титуле и прваци регуларне сезоне, у овом случају Индијана пејсерси, су стигли само до полуфинала плејофа где су изгубили од Јута старса.
Значајни потези франшиза из претходне сезоне су укључивали:
- Вашингтон кепси су се преселили у Норфолк, Вирџинија, постали Вирџинија сквајерси и заменили дивизију са Индијана пејсерсима.
- Мајами флоридијанси су постали више регионална франшиза и једноставно су преименовани у Флоридијансе.
- Лос Анђелес старси су се преселили у Солт Лаке Сити, Јута, и постали Јута старси.
- Далас чапаралси су постали регионална франшиза и преименовани су у Тексас чапаралсе.
- Њу Орлеанс баканирси су се преселили у Мемфис, Тенеси, и постали Мемфис прос.

## АБА тимови
| 1970/71. Америчка кошаркашка асоцијација |                     |                                                                                                  | |                                 |
| Дивизија                                 | Екипа               | Град                                                                                             | Арена | Капацитет                       |
| Исток                                    | Каролина кугарси    | Гринсборо, Северна Каролина Шарлот, Северна Каролина Рали, Северна Каролина                      | Гринсборо колосеум Шарлот колосеум Дортон арена                                                            | 15.000 9.605 7.610              |
| Исток                                    | Кентаки колонелси   | Луивил, Кентаки                                                                                  | Фридом хол                                                                                                 | 16.664                          |
| Исток                                    | Њујорк нетси        | Вест Хемпстед, Њујорк                                                                            | Ајленд гарден                                                                                              | 5.200                           |
| Исток                                    | Питсбург кондорси   | Питсбург, Пенсилванија                                                                           | Сивик арена (Питсбург)                                                                                     | 12.580                          |
| Исток                                    | Флоридијанси        | Мајами Бич, Флорида Тампа Сент Питерсбург Џексонвил Вест Палм Бич (Флорида)                      | Конгресни центар Мајами Бича Кертис Хиксон хол Бејфронт арена Џексонвил колосеум Вест Палм Бич аудиторијум | 15.000 7.000 7.500 11.000 5.000 |
| Исток                                    | Вирџинија сквајерси | Норфок (Вирџинија) Хемптон (Вирџинија) Ричмонд (Вирџинија) Сејлем (Вирџинија) Роанок (Вирџинија) | Олд Доминион јуниверзити филдхаус Хемптон колосеум Ричмонд арена Сејлем Сивик центар Роанок Сивик центар   | 5.200 9.777 6.000 6.820 9.828   |
| Запад                                    | Денвер рокетси      | Денвер, Колорадо                                                                                 | Денвер аудиторијум арена                                                                                   | 6.841                           |
| Запад                                    | Индијана пејсерси   | Индијанаполис, Индијана                                                                          | Индијана стејт фарм колосеум                                                                               | 10.000                          |
| Запад                                    | Мемфис прос         | Мемфис (Тенеси)                                                                                  | Мид-соут колосеум                                                                                          | 10.085                          |
| Запад                                    | Тексас чапаралси    | Јуниверсити Парк (Тексас) Далас Форт Ворт Лабок (Тексас)                                         | Муди колосеум Далас Мемориал аудиторијум Тарант каунти колосеум Лабок муниципалколосеум                    | 8.998 9.815 16.057 11.200       |
| Запад                                    | Јута старси         | Солт Лејк Сити, Јута                                                                             | Солт палас                                                                                                 | 12.166                          |

## Коначан поредак регуларне сезоне
Ута = утакмице, Поб = победе, Изг = изгубљене, П% = проценат победа, ЗЛП = Заостајање за лидером у победама
| Источна дивизија |                     |     |     |     |      |     |
| #                | Екипа               | Ута | Поб | Изг | П%   | ЗЛП |
| 1                | Вирџинија сквајерси | 84  | 55  | 29  | 65,5 | -   |
| 2                | Кентаки колонелси   | 84  | 44  | 40  | 52,4 | 11  |
| 3                | Њујорк нетси        | 84  | 40  | 44  | 47,6 | 15  |
| 4                | Флоридианси         | 84  | 37  | 47  | 44,0 | 18  |
| 5                | Питсбург кондорси   | 84  | 36  | 48  | 42,9 | 19  |
| 6                | Каролина кугарси    | 84  | 34  | 50  | 40,5 | 21  |

| Западна дивизија |                   |     |     |     |      |     |
| #                | Екипа             | Ута | Поб | Изг | П%   | ЗЛП |
| 1                | Индијана пејсерси | 84  | 58  | 26  | 69,0 | -   |
| 2                | Јута старси       | 84  | 57  | 27  | 67,9 | 1   |
| 3                | Мемфис прос       | 84  | 41  | 43  | 48,8 | 17  |
| 4                | Тексас чапаралси  | 84  | 30  | 54  | 35,7 | 28  |
| 5                | Денвер рокетси    | 84  | 30  | 54  | 35,7 | 28  |

## Статистички лидери сезоне

### Основни показатељи
| Индикатор   | Играч        | Тим               | Укупно | Играч        | Тим               | По мечу |
| ----------- | ------------ | ----------------- | ------ | ------------ | ----------------- | ------- |
| Поени       | Ден Ајсел    | Кентаки колонелси | 2480   | Ден Ајсел    | Кентаки колонелси | 29,9    |
| Скокови     | Мел Денијелс | Индијана пејсерси | 1475   | Мел Денијелс | Индијана пејсерси | 18,0    |
| Асистенција | Бил Мелкиони | Њујорк нетси      | 672    | Бил Мелкиони | Њујорк нетси      | 8,3     |

## Награде и признања
- Награда АБА за најкориснијег играча: Зелмо Бити, Индијана пејсерси
- Новајлија године: Чарли Скот, Вирџинија сквајерси и Ден Ајсел, Кентаки колонелси
- Тренер године: Ал Бјанки, Вирџинија сквајерси
- МВП плеј-офа: Зелмо Бити, Јута стартси
- МВП утакмице свих звезда: Мел Денијелс, Индијана пејсерси

| - Ол-АБА први тим - Роџер Браун, Индијана пејсери (1. пут изабран) - Рик Бари, Њујорк нетси (3. пут изабран) - Мел Данијелс, Флоридијанси (4. пут изабран) - Мек Келвин, Њу Орлеанс баканирси - Чарли Скот, Вирџинија сквајерси | - Ол-АБА други тим - Џон Брискер, Питсбург кондорси - Џо Колдвел, Каролина кугарси - Зелмо Бити, Јута старси - Ден Ајсел, Кентаки колонелси - Дони Фриман, Тексас чапаралси (3. пут изабран) - Лари Кенон, Денвер рокетси | - Ол-АБА руки тим - Џо Хамилтон, Тексас чапаралси - Ден Ајсел, Кентаки колонелси - Вендел Леднер, Мемфис прос - Семјуел Робинсон, Флоридијанси - Чарли Скот, Вирџинија сквајерси |